# Einar Már Guðmundsson
Einar Már Guðmundsson (Reikiavik, 18 de septiembre de 1954) escritor islandés galardonado con el Premio de Literatura del Consejo Nórdico en 1995.
Estudió literatura comparada e historia en la Universidad de Reykiavik y completó sus estudios en la Universidad de Copenhague, ciudad en la que vivió seis años. 

## Obra
- Sendisveinninn er einmana (1980).
- Er nokkur í kórónafötum hér inni? (1980).
- Róbinson Krúsó snýr aftur (1981).
- Riddarar hringstigans (1982).
- Vængjasláttur í þakrennum (1983).
- Eftirmáli regndropanna (1986).
- Leitin að dýragarðinum (1988).
- Rauðir dagar (1990).
- Klettur í hafi (1991).
- Fólkið í steininum (1992).
- Hundakexið (1993).
- Englar alheimsins (1993
- Í augu óreiðunnar : ljóð eða eitthvað í þá áttina (1995).
- Ljóð 1980-1981 (1995).
- Fótspor á himnum (1997).
- Draumar á jörðu (2000).
- Kannski er pósturinn svangur (2001).
- Ljóð 1980-1995 (2002).
- Nafnlausir vegir (2002).
- Bítlaávarpið (2004).